# Walbeck, Mansfeld-Südharz
Walbeck là một đô thị ở huyện Mansfeld-Südharz, Saxony-Anhalt, nước Đức. Đô thị Walbeck, Mansfeld-Südharz có diện tích 9,66 km².